# Karin Balzerová
Karin Balzerová, rozená Richertová (5. června 1938, Magdeburk – 17. prosince 2019) byla východoněmecká atletka, sprinterka, jejíž specializací byly krátké překážkové běhy.
V roce 1964 se stala v Tokiu olympijskou vítězkou v běhu na 80 metrů překážek. O osm let později v Mnichově, kde ženy poprvé běžely delší trať brala bronz. Je také dvojnásobnou mistryní Evropy v běhu na 100 metrů překážek a dvojnásobnou halovou mistryní Evropy v běhu na 60 metrů překážek.
Její syn Falk (* 1973), se rovněž věnoval překážkovým běhům.

## Letní olympijské hry
| Olympijské hry | Místo konání             | Umístění   | Výkon | Disciplína |
| -------------- | ------------------------ | ---------- | ----- | ---------- |
| LOH 1960       | Řím, Itálie              | semifinále | 11,1  | 80 m př.   |
| LOH 1964       | Tokio, Japonsko          | 1.         | 10,5  | 80 m př.   |
| LOH 1968       | Ciudad de México, Mexiko | 5.         | 10,6  | 80 m př.   |
| LOH 1972       | Mnichov, NSR             | 3.         | 12,90 | 100 m př.  |